# Лео и Бригита
Лео и Бригита је југословенски ТВ филм из 1989. године. Режирао га је Зринко Огреста а сценарио су написали Ведран Михлетић и Зринко Огреста.

## Улоге
| Глумац         | Улога             |
| -------------- | ----------------- |
| Зденка Хершак  | Бригита Срамек    |
| Борис Бузанчић | Лео               |
| Елиза Гернер   | Ана Ковац         |
| Мирела Брекало | Бригитина сусједа |
| Инге Апелт     | Златкова удовица  |
| Антониа Цутић  | Полицајка         |
| Зоран Гогић    | Бригитин сусјед   |
| Иво Грегуревић | Инспектор         |
| Звонко Лепетић | Господин Цикотиц  |
| Данко Љуштина  | Господин Поповић  |
| Фрањо Мајетић  | Господин Зганец   |
| Свен Медвешек  | Цвијецар          |

Остале улоге  ▼
| Глумац              | Улога                        |
| ------------------- | ---------------------------- |
| Борис Михољевић     | Марио Стипиц                 |
| Сузана Николић      | Љубица Љубиновић             |
| Жељка Огреста       | ТВ новинарка                 |
| Миа Оремовић        | Жена у телефонској говорници |
| Едо Перочевић       | Карло Докса                  |
| Радослав Спицмилер  | (као Раде Спицмилер)         |
| Звонко Стрмац       | Алојз                        |
| Вјера Загар Нардели | Ивка Зганец                  |
| Марија Башић        |                              |